# 래리 게이츠

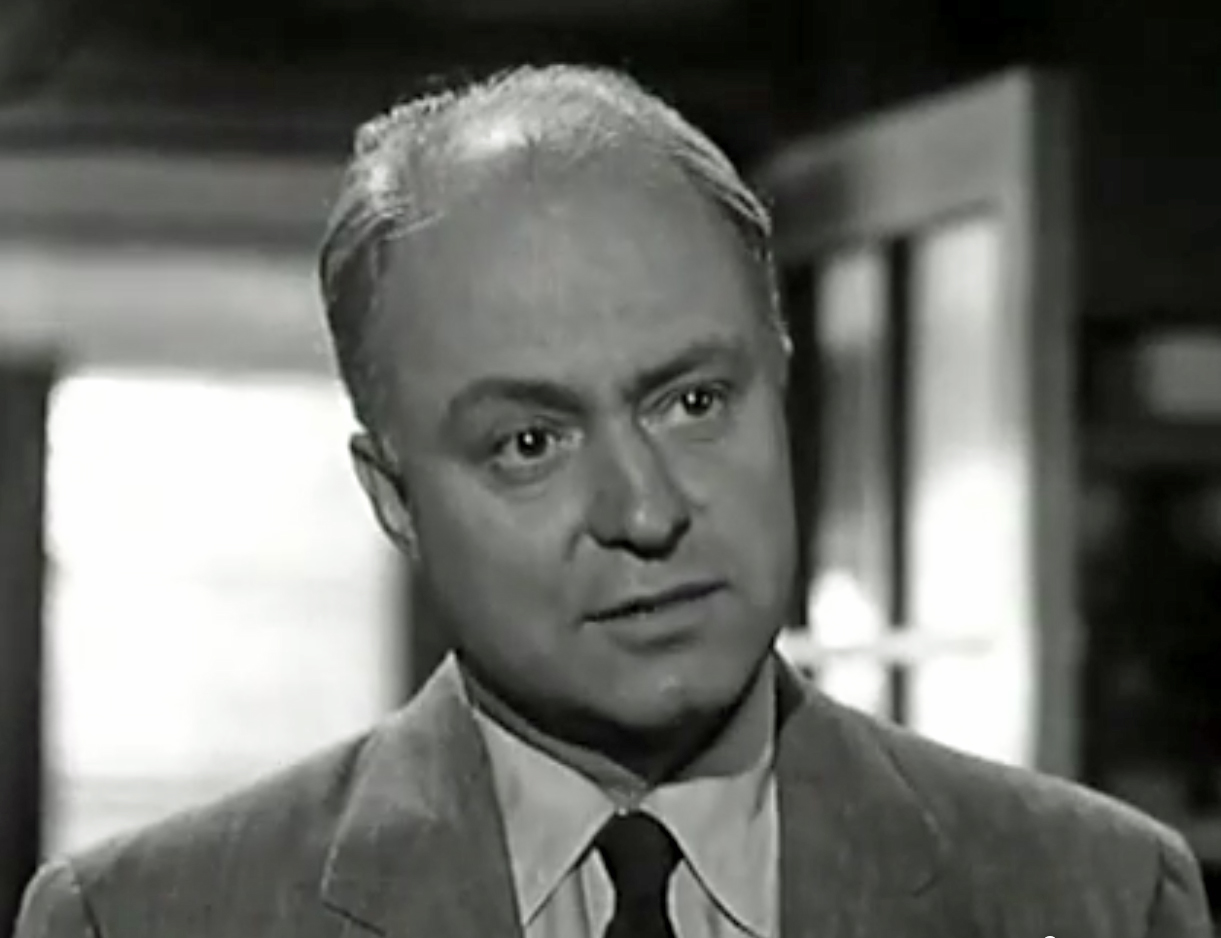

래리 게이츠(Larry Gates, 1915년 9월 24일 ~ 1996년 12월 12일)는 미국의 영화배우, 텔레비전 배우, 연극 배우이다.
세인트폴에서 태어났다.

## 영화
- 화니 레이디 (1975년)
- 에어포트 (1970년)
- 건파이터의 최후 (1969년)
- OK 목장의 결투 2 (1967년)
- 밤의 열기 속에서  (1967년) - 에릭 엔디콧 역
- 산 파블로 (1966년)
- FBI (1965년)
- 토이즈 인 더 아틱 (1963년)
- 아다 (1961년)
- 미국의 암흑가 (1961년)
- 영 사베지스 (1961년)
- 추격 (1959년)
- 섬 컴 러닝 (1958년)
- 뜨거운 양철 지붕 위의 고양이 (1958년)
- 외계의 침입자 (1956년) - 닥터 댄 대니 카프만 역
- 프란시스 커버 더 빅 타운 (1953년)
- 가딩 라이트 (1952년)
- 해스 애니바디 신 마이 겔 (1952년)
- 스튜디오 원 (1948년)